# Mihalț (pește)

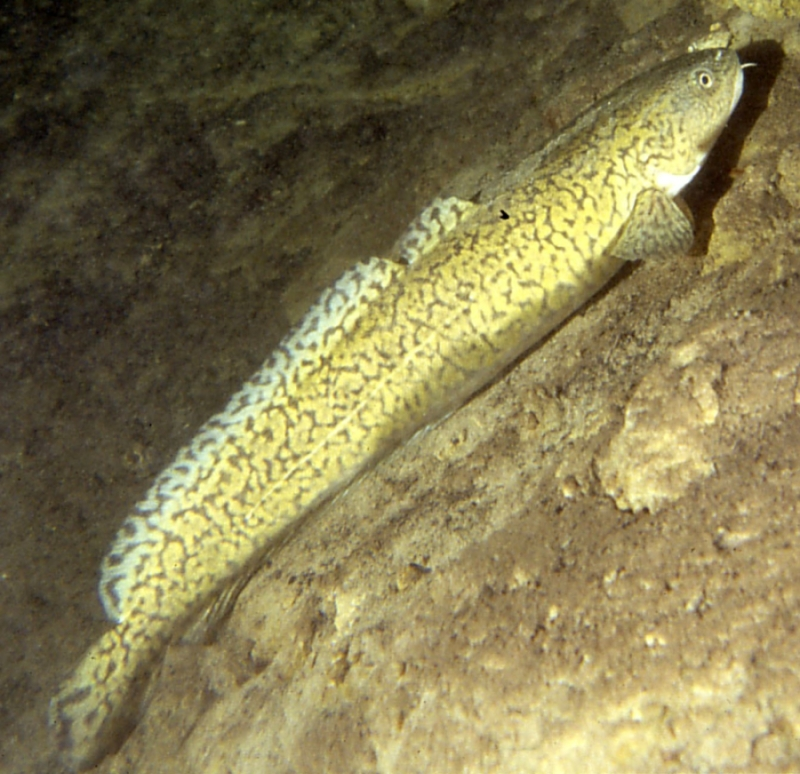
Mihalț (pește)

Lota lota (mihalț, sulastru, mântuș) este un pește răpitor de apă dulce din familia Gadidae. În prima descriere a speciei de către Carl Linné a fost denumit și Gadus lota el fiind singura specie din această familie care trăiește în apă dulce. În Germania poate fi găsit în lacul Constanța fiind considerat ca specie deosebit de periclitată de dispariție. În anul 2002 a fost declarat de asociația pescarilor sportivi germani „peștele anului”, denumirea acordându-se speciilor de pești periclitate.

## Mod de viață
Specia poate fi întâlnită în emisfera nordică între paralela de 40 și 70°. În Europa arealul lui de răspândire se întide spre sud până pe valea Rhônului și Padului, iar limita de est a arealului fiind nordul peninsulei Balcanice. Peștele preferă apele reci și adânci cu o temperatură între 4 și 18 °C. El poate fi întâlnit în lacuri până la o adâncime de 700 m unde trăiește ascuns între rădăcini, pietre sau în vegetația acvatică. Este un pește răpitor care se hrănește cu nevertebratele ce trăiesc pe fundul apelor, exemplarele mari hrănindu-se mai ales cu pești sau puiet de pește. Peștele vânează în amurg și noaptea, în timpul zilei stând ascuns. În contrast cu alți pești el este mai activ în perioada de iarnă decât vara. Perioada de depunere a icrelor este între lunile noiembrie și martie. În aceată perioadă peștii se retrag în ape puțin adânci sau urcă pe cursul apelor.
O femelă depune între 100.000 și 3.000.000 de ouă; adulții nu supraveghează ouăle sau puietul care eclozează după 6 sau 10 săptămâni. Ei devin apți de reproducere la vârsta de 3-4 ani. Un pește poate atinge vârsta de 10-12 ani.

## Caractere morfologice
Specia poate atinge o lungime între 40 și 150 cm și o greutate maximă de 34 kg. Corpul peștelui este turtit lateral, pe spate are culoare marmorată gălbuie, brun vezuie, având o culoare mai deschisă pe abdomen. Înotătoarea dorsală este bine dezvoltată, cea codală fiind rotunjită. Peștele are o gură largă, sub maxilarul inferior și superior are mustață.